# Hässleholms IF
Der Hässleholms IF ist ein schwedischer Sportverein aus der südschwedischen Stadt Hässleholm. Als Hauptsportart betreibt der Verein Fußball, die Mannschaft spielte in ihrer bisherigen Geschichte neun Spielzeiten in der zweiten Liga.

## Geschichte
Hässleholms IF gründete sich im Mai 1922. Nachdem die Mannschaft lange Zeit unterklassig angetreten war, stieg sie 1955 in die dritte Liga auf. Dort setzte sie sich zunächst im mittleren Tabellenbereich fest, ehe 1960 aufgrund des besseren Torverhältnisses gegenüber dem punktgleichen Konkurrenten IFK Karlshamn der Staffelsieg in der Division 3 Sydöstra Götaland gelang. Das Niveau in der zweithöchsten schwedischen Spielklasse war für den Aufsteiger zu hoch, nach vier Saisonsiegen stieg der Klub als Tabellenletzter gemeinsam mit IF Saab und Gunnarstorps IF direkt wieder ab. Auf Anhieb spielte die Mannschaft um den Wiederaufstieg, musste sich aber bis zum erneuten Staffelsieg drei Spielzeiten gedulden.
Dieses Mal überraschte der Hässleholms IF als Zweitligaaufsteiger und belegte mit drei Punkten Rückstand auf Tabellenführer Grimsås IF hinter Östers IF den dritten Tabellenrang. Die Mannschaft konnte das gute Ergebnis jedoch nicht bestätigen und beendete die übernächste Spielzeit auf einem Abstiegsplatz. Als Absteiger holte sich der Klub nach einem Dreikampf mit IFK Kristianstad und dem Lokalrivalen IFK Hässleholm den Staffelsieg, der Aufenthalt in der zweiten Liga dauerte jedoch nur zwei Jahre. Der Ruf als Fahrstuhlmannschaft wurde bestätigt, als die Mannschaft direkt den erneuten Staffelsieg schaffte und am Ende der anschließenden Aufstiegsrunde hinter IFK Ystad auf einem Aufstiegsplatz rangierte. Nach einem sechsten respektive fünften Tabellenplatz erfolgte der abermalige Sturz in die Drittklassigkeit.
Zunächst spielte Hässleholms IF um die erneute Wiederkehr in die zweite Liga. Als Staffelsieger scheiterte der Klub im ersten Jahr in der Aufstiegsrunde, im folgenden Jahr blieb hinter Mjällby AIF nur der zweite Platz in der Liga. In der Spielzeit 1977 stürzte der Klub jedoch in die Viertklassigkeit, erst 1981 gelang der Wiederaufstieg. In der Folge etablierte sich die Mannschaft auf dem dritten Spielniveau, stand jedoch dabei meistens im Schatten des Lokalrivalen IFK Hässleholm. 1986 Opfer einer Ligareform, stürzte der Klub anschließend in die Niederungen der schwedischen Ligapyramide ab.
Seit Ende der 1990er pendelt Hässleholms IF zwischen fünfter und sechster Spielklasse. In der Spielzeit 2009 verpasste der Klub als Tabellenzweiter der sechstklassigen Division 4 Skåne Norra erst in der Aufstiegsrunde den erneuten Aufstieg in die fünfte Liga.
Neben Fußball bietet Hässleholms IF Abteilungen für Ringen, Tischtennis, Handball und Eishockey an und ist im Behindertensport tätig.